# Ocampo kommun, Coahuila
Ocampo är en kommun i Mexiko.   Den ligger i delstaten Coahuila, i den centrala delen av landet, 1 000 km norr om huvudstaden Mexico City. Antalet invånare är 10 183. Arean är 26 433 kvadratkilometer.
Följande samhällen finns i Ocampo:
- Ocampo
- Laguna del Rey
- Chula Vista
- San Miguel
- El Alicante
- Charcos de Figueroa
- La Sabina
- Boquillas del Carmen
- Las Eutimias